# クイズ発見バラエティー イッテQ!
『クイズ発見バラエティー イッテQ!』（クイズはっけんバラエティー イッテキュー）は、日本テレビ系列で2005年10月3日から2006年3月27日まで毎週月曜日23:25 - 23:55 (JST) に放送されたクイズバラエティ番組である。
レギュラー放送終了後、2006年4月4日 (19:00 - 20:54) と2006年9月18日 (19:00 - 20:54) の2度にわたって『世界の果てまでイッテQ!SPECIAL』が放送され、高評価を得たことにより、2007年2月4日(19:58 - 20:54)から『世界の果てまでイッテQ!』が放送されることになった（『ウタワラ（旧タイトル:歌笑HOTヒット10）』の後枠）。

## 出演者
- 内村光良（ウッチャンナンチャン、司会）
- ゲスト
  - 松嶋尚美（オセロ）
  - 飯島愛
  - 濱口優（よゐこ）
  - インパルス　ほか
- パッション屋良（前説）

## 番組概要

### 2005年放送分
出題者ゲスト（通称「Qハンター」）が、指定されたテーマ・場所を自らロケーションの中で調査しながらクイズを作成し、スタジオの解答者3組が問題に答える。Qハンターによって問題の難易度、ひいては番組の出来そのものが左右される。問題は毎週約3～4問出題され、解答者が早押しもしくはフリップに書いて解答する。Qハンターは「簡単過ぎない」「難し過ぎない」「答えが知りたくなる」という3つのルールに則ってクイズを作成するが、題材がクイズに適するかどうかは撮影に同行しているスタッフが判定する場合がある。
2005年10月31日放送分からは「Qレート」システムを導入。Qハンターが探してきたクイズをスタジオの観客50人が3段階（良いクイズ＝2000円　まあまあ＝1000円　駄目＝0円）で評価し、Qハンターに最高10万円のボーナスを与える。ただし、貰えるのは1回の番組内で出題されたクイズの中で最も評価の高かった金額のみ。

### 2006年1月2日放送分以降
2006年1月2日放送のお正月スペシャルより、番組内容を「クイズ探し」から「答え探し」に変更。番組側から出題された問題に答えるため、出演者が様々な企画に挑戦しながら正解を探す。番組内容リニューアルに伴い、全編ロケーション撮影となりスタジオ収録がなくなったほか、優勝商品などもなくなった。後にレギュラー放送される「世界の果てまでイッテQ!」には、こちらのフォーマットが採用された。

## 過去の放送内容

### 過去のテーマ・ゲスト出演者
| 回 | テーマ               | Qハンター              | 解答者                                                       | Qレート最高額 |
| -- | -------------------- | ---------------------- | ------------------------------------------------------------ | ------------- |
| 1  | 秋葉原               | 飯島愛                 | 勝俣州和・YOU・小野真弓                                      | -             |
| 2  | マジック             | 眞鍋かをり             | 石原良純・インパルス・ユンソナ                               | -             |
| 3  | 沖縄美ら海水族館     | ソニン                 | 松嶋尚美（オセロ）・山口もえ・スピードワゴン                 | -             |
| 4  | ヨガ                 | 濱口優（よゐこ）       | 松嶋尚美・あびる優・オリエンタルラジオ                       | -             |
| 5  | ちょい不良オヤジ     | 森下千里               | 松嶋尚美・石原良純・安めぐみ                                 | 48000円       |
| 6  | 高速道路             | ふかわりょう・若槻千夏 | 松嶋尚美・山本梓・よゐこ                                     | 11000円       |
| 7  | 秘湯                 | 安田大サーカス         | 松嶋尚美・インパルス・あびる優                               | 58000円       |
| 8  | ウエディング         | 杏さゆり               | カンニング竹山・ほしのあき・YOU                              | 43000円       |
| 9  | 青森                 | 夏川純                 | 勝俣州和・タカアンドトシ・松嶋尚美                           | 62000円       |
| 10 | 漁師                 | 藤本敏史（FUJIWARA）   | 松嶋尚美・劇団ひとり・さくら                                 | 53000円       |
| 11 | 料理                 | 飯島愛・金子貴俊       | インパルス・大沢あかね・小野真弓                             | 65000円       |
| 12 | グラビア             | ビビる大木・インリン   | 松嶋尚美・山田花子・磯山さやか                               | 19000円       |
| 13 | 福島県 北海道 長崎県 | -                      | 内村光良・松嶋尚美 石原良純・ソニン 飯島愛・濱口優・ユンソナ | -             |

### 過去のクイズと正解捜索者
1. 「象のおならの大きさは?」 飯島愛・濱口優・あびる優・眞鍋かをり
「剣の達人は暗闇でも強いのか?」 内村光良・インパルス
2. 「糸電話はどれ位遠くまで聞こえるか?」 内村光良・濱口優・スピードワゴン・中島啓江
「芸能人が質屋で私物を売ると一般人より優遇されるか?」 松嶋尚美・飯島愛・眞鍋かをり
3. 「ダジャレで寿司ネタを全品注文出来るか?」 内村光良・松嶋尚美・インパルス
「催眠術が掛かっていない時芸能人はどうする?」 飯島愛・濱口優・出川哲朗・ニコラス・ペタス
4. 「涙は感情によって味が違うのか?」 内村光良・松嶋尚美・飯島愛・インパルス・濱口優（涙提供者：鈴木宗男・ふかわりょう・小池栄子）
5. 「ダジャレでおでん全品注文出来るか?」 内村光良・松嶋尚美・堤下敦・ふかわりょう
「警察の指名手配の似顔絵はどこまで似ているか?」 飯島愛・濱口優
6. 「相撲と柔道決まり手の数が多いのは?」 内村光良・松嶋尚美・あびる優・堤下敦・濱口優・やす（ずん）・秋山成勲・若翔洋・旭道山和泰
7. 「どのリーゼントが一番イケてるか、最強リーゼント決定戦」 内村光良・松嶋尚美・インパルス・森田勉
8. 「ダジャレで焼肉全品注文できるか?」 内村光良・松嶋尚美・インパルス
「おならの音を採取して曲を演奏できるか?」 濱口優・ますだおかだ
9. 「素人がフィギュアスケートをすると何点取れるか?」 内村光良・松嶋尚美・あびる優・濱口優・インパルス・大石恵・渡部絵美
「素人が新体操をすると何点取れるか?」 内村光良・松嶋尚美・あびる優・濱口優・インパルス・秋山エリカ
10. 「イッテQメンバーは内村光良にどれだけ心を開いているか?」 内村光良・松嶋尚美・飯島愛・インパルス
11. 「おみくじは本当に当たるのか?」 内村光良・飯島愛・ふかわりょう・スピードワゴン
12. 「最終回・世界の果てまでイッテQ! 予告編」内村光良・松嶋尚美・飯島愛・濱口優・金子貴俊・ウド鈴木・原千晶

## スタッフ
- 企画・演出：古立善之
- ナレーター：奥田民義【レギュラー回】 / 立木文彦、真地勇志【スペシャル回】
- 構成：そーたに、すずきB、藤井靖大、鮫肌文殊、酒井健作
- TM：福王寺貴之
- SW：三井隆裕
- C・CAM：津野祐一
- 音声：吉田航
- VE：笈川太
- 照明：名取孝昌
- ロケTP：鴇田晴海
- ロケCAM：海野太郎、青木芳行
- 美術プロデューサー：高津光一郎
- デザイン：本田恵子
- 編集：阪野秀行（オムニバス・ジャパン）
- MA：番匠康雄
- TK：山沢啓子
- 音効：保苅智子（サウンドエッグノッグ）
- CGタイトル：アイヴリックスタジオ
- 広報：笹木奈緒美
- デスク：富永久美子
- ロケディレクター：石﨑史郎、小林朗、小林剛、板垣忠彦
- ディレクター：福田逸平太、小島悟、飯山直樹、長尾真
- 編成：柴田裕次郎
- AP：川嶋典子
- プロデューサー：加藤幸二郎 / 岡崎成美、小西寛
- チーフプロデューサー：安岡喜郎
- 制作協力：Call、K-max
- 製作著作：日本テレビ

## エンディングテーマ
- 第1回～5回：『スタートライン』　SE7EN
- 第6回～9回：『Get Over』　Sowelu
- 第10回～12回：『約束のカケラ』　W-inds.
- 第13回～17回：『悲しみのシミかな』　キャプテンストライダム
- 第18回～21回：『ハンモック』　相沢巧弥子
- 第22回～最終回:『azure moon』 Every Little Thing